# 港南台インターチェンジ
港南台インターチェンジ（こうなんだいインターチェンジ）は、神奈川県横浜市港南区にある横浜横須賀道路本線のインターチェンジである。
市道環状3号線に接続している。所在地は港南区港南台だが、磯子区洋光台との境界にごく近い位置にある。

## 歴史
- 1979年（昭和54年）12月6日 : 日野IC-朝比奈IC間が開通に伴い、国道16号南横浜バイパスのICとして開設。
- 1980年（昭和55年）9月9日 : 路線名が改称され、横浜横須賀道路のICになる。

## 周辺
- 駅
  - JR根岸線（洋光台駅、港南台駅）
- 施設
  - 磯子カンツリークラブ
  - 港南清掃事務所
  - 横浜こども科学館
- 学校
  - 横浜市立港南台第一小学校
  - 横浜市立港南台第一中学校
  - 横浜市立洋光台第四小学校
- その他
  - 円海山

## 接続する道路
- 直接接続
  - E16横浜横須賀道路(4番)
  - 環状3号線

## 隣
E16 横浜横須賀道路
(3)日野IC - (4)港南台IC - (4-1)釜利谷JCT - (5)朝比奈IC